# Бой при Флорене
Бой при Флорене (фр. Florennes) — бой у деревни Флорен на территории Австрийских Нидерландов, произошедший 23 мая 1792 года во время войны первой коалиции в эпоху французских революционных войн между французским отрядом лагерного маршала Гувиона и австрийскими войсками под командованием генерал-майора Старая. Французский отряд, отправленный на фуражировку, в результатае боя был выбит с занятой территории и отступил под защиту пушек крепости Филиппвиль.

## Предыстория
После неудачного первого наступления французской армии на территорию Австрийских Нидерландов главные силы Северной армии расположились в начале мая в военных лагерях между крепостями Валансьен и Кенуа, и наступательные действия прекратились. Неудачные распоряжения маршала Рошамбо стали причиной, по которой командование над Северной армией было поручено маршалу Люкнеру, до того командовавшему войсками, стоявшими вдоль Рейна от Базеля до Лаутербурга. На военном совете в Валансьене между Рошамбо, ещё не покинувшим армию, Люкнером и Лафайетом был согласован план нападения на Приморскую Фландрию, согласно которому Лафайет должен был удерживать главные силы австрийцев возле Монса, а Люкнер — наступать с Северной армией через Лилль во Фландрию. Далее, после того, как Рошамбо уехал, было решено, что командование Люкнера должно будет простираться от Дюнкерка до Монтмеди, а командование Лафайета — от Лонгви до Рейна. Согласно плану наступления, 18 000 под командованием Лафайета 11 мая начали двигаться в лагерь возле Мобёжа и закрепляться там.
С австрийской стороны у герцога Альберта Саксен-Тешенского, австрийского командующего в Нидерландах, с его небольшой армией не оставалось иного выбора, кроме как беспокоить противника в отдельных боях, даже если французская армия, казалось, предполагала наступать. Так 17 мая французский пост в Баве был захвачен врасплох, и австрийцы, закрепившись там, вклинились между французскими частями, расположенными между Валансьеном и Мобёжем, и могли в любой момент их беспокоить удачными нападениями.

## Ход боя
23 мая четырёхтысячный авангард под командованием генерала Гувиона из корпуса Лафайета продвинулся между Маасом и Самброй до Флорена, то есть довольно далеко от главных сил. Лафайет приказал ему забрать фураж, заготовленный для войск противника, а затем отойти в Филиппвиль. Когда герцог Саксен-Тешенский узнал об этом, то приказал отогнать французов. Операция была поручена генерал-майору Стараю.
Полковник барон Салис с двумя батальонами пехоты, двумя ротами егерей и двумя эскадронами двинулся через Жерпинн на Мориальм. Сам генерал Старай с такой же сильной колонной — на Вагне и лес у Флорена. Два французских добровольческих батальона, защищавшиеся в лесах у Фрера (на крайнем левом фланге) и Флорена (на крайнем правом фланге), были отогнаны. Когда австрийская пехота первой колонны подошла к оврагу у деревни Сент-Обен, то была встречена сильным огнем французской восьмиорудийной батареи.
Пока шёл бой за деревню, Гувион, поняв, что перед ним превосходящие силы противника, направил повозки с захваченным фуражом к Филиппвилю. Когда колонна Старая прибыла на правый фланг французской позиции и установила там батарею, Гувион, чтобы не допустить её выхода в овраг, прикрыл свой фланг шестью кавалерийскими эскадронами конно-егерей, простоявших довольно долго под артиллерийским огнем противника.
Когда австрийская кавалерия стала обходить позиции французов через Фурно-ла-Палет, а Салис угрожал левому флангу, где гренадерский батальон без единого выстрела прорвался сквозь глубокий овраг, Гувион не стал дожидаться результата и отдал приказ отступать. Колонны были построены по-полубатальонно и стали отступать точно в установленном порядке с соблюдением дистанции. Кавалерия прикрывала движение, а артиллерия стреляла до последнего момента. Отряд отступил через Амптенн и Жамань к гласису Филиппвиля. Австрийскую кавалерия преследовала отступающего противника и сумела захватить три орудия и столько же зарядных ящиков.

## Результаты
Французы в этом бою потеряли 34 человека убитыми и 67 ранеными. После короткого отдыха за Жаманем австрийцы отошли в свой лагерь за Самброй. Только вечером к Филиппвилю подошло французское подкрепление из нескольких рот гренадеров и эскадрон, приведённое лагерным маршалом Мобуром.